# Бирлівська сільська рада (Драбівський район)
Би́рлівська сільська́ ра́да — адміністративно-територіальна одиниця та орган місцевого самоврядування у Драбівському районі Черкаської області. Адміністративний центр — село Бирлівка.

## Загальні відомості
- Населення ради: 1 880 осіб (станом на 2001 рік)

## Населені пункти
Сільській раді були підпорядковані населені пункти:
- с. Бирлівка
- с. Перше Травня

## Склад ради
Рада складалася з 16 депутатів та голови.
- Голова ради: Кучер Ольга Григорівна
- Секретар ради: Пустовгар Валентина Іванівна

### Керівний склад попередніх скликань
| Прізвище, ім'я, по батькові | Основні відомості                                                 | Дата обрання | Дата звільнення |
| --------------------------- | ----------------------------------------------------------------- | ------------ | --------------- |
| Кучер Ольга Григорівна      | Сільський голова, 1966 року народження, освіта вища, позапартійна | 26.03.2006   | 31.10.2010      |
| Кучер Ольга Григорівна      | Сільський голова, 1966 року народження, освіта вища, позапартійна | 31.10.2010   |                 |

Примітка: таблиця складена за даними сайту Верховної Ради України

### Депутати
За результатами місцевих виборів 2010 року депутатами ради стали:

#### За суб'єктами висування
| Суб'єкт висування                                       | Кількість обраних депутатів | %    |
| ------------------------------------------------------- | --------------------------- | ---- |
| Політична партія Всеукраїнське об'єднання «Батьківщина» | 14                          | 87,5 |
| Народна партія                                          | 1                           | 6,3  |
| Самовисування                                           | 1                           | 6,3  |

#### За округами
| № округу                                                | Прізвище, ім'я, по батькові       | Дата визнання обраним | Освіта             | Партійна приналежність                        | Відомості про обраного депутата                                        |
| ------------------------------------------------------- | --------------------------------- | --------------------- | ------------------ | --------------------------------------------- | ---------------------------------------------------------------------- |
| Народна Партія                                          |                                   |                       |                    |                                               |                                                                        |
| 8                                                       | Гайдай Михайло Миколайович        | 03.11.2010            | вища               | член Народної партії                          | Зернова компанія «Хорс», економіст                                     |
| Політична партія Всеукраїнське об'єднання «Батьківщина» |                                   |                       |                    |                                               |                                                                        |
| 1                                                       | Ткаля Уляна Миколаївна            | 03.11.2010            | вища               | член Всеукраїнського об'єднання «Батьківщина» | Бирлівська загальноосвітня школа І-ІІІ ст., вчитель                    |
| 2                                                       | Кириченко Валентина Олександрівна | 03.11.2010            | вища               | член Всеукраїнського об'єднання «Батьківщина» | Бирлівська загальноосвітня школа І-ІІІ ст., вчитель                    |
| 4                                                       | Фай Олексій Григорович            | 03.11.2010            | середня            | позапартійний                                 | Управління по експлуатації газового господарства, смт Драбів, наладчик |
| 5                                                       | Попович Світлана Іванівна         | 03.11.2010            | середня            | позапартійна                                  | Бирлівська загальноосвітня школа І-ІІІ ст., тепрацівник                |
| 6                                                       | Джура Микола Пилипович            | 03.11.2010            | середня            | позапартійний                                 | приватний підприємець                                                  |
| 7                                                       | Кофанова Людмила Володимирівна    | 03.11.2010            | вища               | позапартійна                                  | Бирлівська загальноосвітня школа І-ІІІ ст., вчитель                    |
| 9                                                       | Лисенко Олена Григорівна          | 03.11.2010            | середня            | позапартійна                                  | Бирлівське відділення зв'язку, листоноша                               |
| 10                                                      | Коляда Віра Іванівна              | 03.11.2010            | вища               | позапартійна                                  | Бирлівська загальноосвітня школа І-ІІІ ст., вчитель                    |
| 11                                                      | Вовк Ганна Григорівна             | 03.11.2010            | вища               | член Всеукраїнського об'єднання «Батьківщина» | Бирлівська загальноосвітня школа І-ІІІ ст., вчитель                    |
| 12                                                      | Саса Людмила Миколаївна           | 03.11.2010            | середня            | позапартійна                                  | Бирлівське відділення зв'язку, листоноша                               |
| 13                                                      | Строкань Ніна Олександрівна       | 03.11.2010            | вища               | позапартійна                                  | пенсіонер                                                              |
| 14                                                      | Саса Зінаїда Миколаївна           | 03.11.2010            | середня            | позапартійна                                  | Бирлівська загальноосвітня школа І-ІІІ ст., тепрацівник                |
| 15                                                      | Масло Людмила Іванівна            | 03.11.2010            | вища               | член Всеукраїнського об'єднання «Батьківщина» | Бирлівська загальноосвітня школа І-ІІІ ст., вчитель                    |
| 16                                                      | Пустовгар Валентина Іванівна      | 03.11.2010            | середня спеціальна | позапартійна                                  | Бирлівська сільська рада, секретар                                     |
| Самовисування                                           |                                   |                       |                    |                                               |                                                                        |
| 3                                                       | Лисенко Світлана Миколаївна       | 12.02.2012            | середня спеціальна | позапартійна                                  | СТОВ "ЗК «Хорс», кухар                                                 |